# Un caballero andaluz
Un caballero andaluz es un melodrama español de 1954 dirigido por Luis Lucia Mingarro.

## Argumento
Tras la muerte de su único hijo un rico ganadero (Jorge Mistral) consigue salir de la depresión gracias a la simpatía de una gitana ciega (Carmen Sevilla) que canta y baila para mantener a sus hermanos.
El ganadero, dándose cuenta de la miseria y el atraso en el que vive esta etnia, funda un hogar de acogida, pero los gastos son enormes así que decide volver a ser rejoneador para mejorar su fundación.

## Canciones
El filme contiene cinco canciones y un número musical que se desarrolla en la imaginación de la protagonista.

## Reparto
| Intérprete              | Personaje                |
| ----------------------- | ------------------------ |
| Jorge Mistral           | Juan Manuel de Almodóvar |
| Carmen Sevilla          | Esperanza 'Colorín'      |
| Manuel Luna             | Don Elías, el párroco    |
| Julia Caba Alba         | Dolores                  |
| José Isbert             | Joaquín                  |
| Casimiro Hurtado        | Curro                    |
| Bobby Deglané           | Locutor de radio         |
| José Prada              | Agregado militar         |
| Irene Caba Alba         | Señora Acacia            |
| Jaime Blanch            | José Luis de Almodóvar   |
| Valeriano Andrés        | Doctor                   |
| Francisco Bernal        | Espectador en la plaza   |
| Ricardo Blasco          | Espectador en la plaza   |
| Rafael Cortés           | Oculista                 |
| José Luis López Vázquez |                          |
| Antonio Ozores          | Espectador en la plaza   |
| Francisco Pierrá        | Empresario               |